# مسابقات قهرمانی دوچرخه‌سواری جاده جهان ۲۰۱۹
مسابقات قهرمانی دوچرخه‌سواری جاده جهان ۲۰۱۹ (انگلیسی: 2019 UCI Road World Championships) بین ۲۲ تا ۲۹ سپتامبر در منطقه تاریخی یورک‌شر انگلستان برگزار شد. این ۹۲مین دوره مسابقات قهرمانی دوچرخه‌سواری جاده جهان و چهارمین دوره از این رقابت‌ها در بریتانیا بود. مسابقات قهرمانی به‌طور سنتی در یک شهر یا شهرستان برگزار می‌شود. اغلب رویدادهای ورزشی در سال ۲۰۱۹ در شهر هروگت یورک‌شر شمالی انجام گرفت و به‌طور تاریخی استان یورک‌شر رسماً میزبان بازی‌ها بود. مادس پدرسن از دانمارک‌ در مسابقات دوچرخه‌سواری جاده ای مردان و آنمیک فان فلوتن از هلند در مسابقات دوچرخه‌سواری جاده ای زنان پیروز شدند.